# PRKCB1
PRKCB1‏ (Protein kinase C beta) هوَ بروتين يُشَفر بواسطة جين PRKCB1 في الإنسان.